# Nicole Linkletter
Nicole Linkletter (Grand Forks, 27 febbraio 1985) è una modella statunitense, vincitrice della 5ª edizione di America's Next Top Model.

## Carriere
Dopo aver vinto Next Top Model ha proseguito nella carriera del mondo della moda, apparendo sulle copertine di diverse edizioni nazionali di Elle, Marie Claire, Nylon e Vanidades È stata giudice nella finale di Miss USA 2006.

## Agenzie
- New York Model Management
- Nous Model Management
- L.A. Models
- Ford Models
- Elite model management